# صوفيا هاثورن
صوفيا هاثورن (بالإنجليزية: Sophia Hawthorne)‏ هي رسامة أمريكية، ولدت في 21 سبتمبر 1809 في سالم في الولايات المتحدة، وتوفيت في 26 فبراير 1871 في لندن في المملكة المتحدة.